# ماريو كاسترو
ماريو كاسترو (بالإسبانية: Mario Castro)‏ هو مجدف تشيلي، ولد في 19 يوليو 1961.

## وصلات خارجية
- ماريو كاسترو على موقع الاتحاد الدولي للتجديف (الإنجليزية)
- ماريو كاسترو على موقع اللجنة الأولمبية الدولية (الإنجليزية)
- ماريو كاسترو على موقع أوليمبيديا (الإنجليزية)